# Ford B series
 (août 2021).

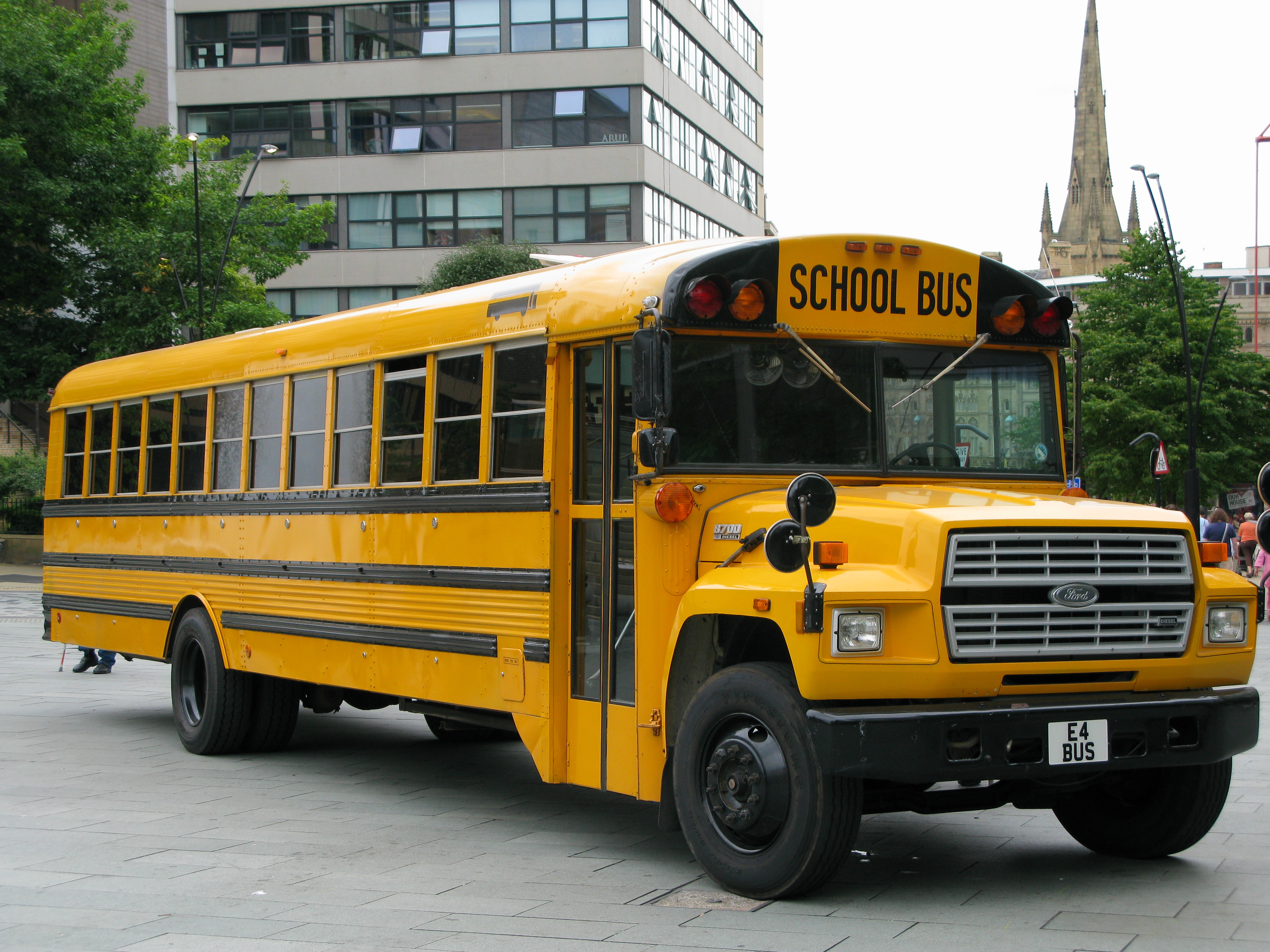
Ford bus

Pour le véhicule de Mazda qui est un dérivé d'un autre véhicule de Ford, voir Mazda Série B.
Le Ford B-Series est un châssis de bus fabriqué par la Ford Motor Company. Produit sur six générations de 1948 à 1998, le B-Series était une variante du Ford F-650. En tant que conception de châssis avec capot, le B-Series était un châssis nu depuis l'arrière du pare-feu, la carrosserie devait être installée par un fabricant du marché secondaire. Bien qu'il soit principalement utilisé pour les applications d'autobus scolaires aux États-Unis et au Canada, le châssis a été exporté vers des fabricants dans le monde entier pour construire des carrosseries d'autobus pour diverses utilisations.
Avant 1969, les concessionnaires Lincoln-Mercury du Canada commercialisaient le B-Series dans le cadre de la gamme des pick-ups Mercury M-Series. À l'époque, les collectivités rurales canadiennes étaient desservies par un réseau de concessionnaires Ford ou Lincoln-Mercury, mais pas par les deux réseaux simultanément.
Coïncidant avec la vente, fin 1996, de la gamme de camions lourds Louisville/AeroMax à Blue Bird, Ford a progressivement supprimé le F-650 et le B-Series après l'année modèle 1998. En 2000, Ford est revenu dans le segment des pick-ups moyens avec le F-650/F-750 Super Duty. À partir de l'année modèle 2019, Ford n'a pas développé de dérivé châssis avec capot du F-Series, se concentrant plutôt sur les véhicules à châssis en coupe. Dans le segment des châssis avec capot, le rôle et la part de marché du B-Series ont été largement remplacés par le Blue Bird Vision (introduit à la fin des années 2000).

## Aperçu de la série
En 1948, le B-Series (B=bus) a été introduit en tant que variante de la toute nouvelle gamme de pick-ups Ford F-series, conçue en tant que variante châssis avec capot des F-5 et F-6 (1½ et 2 tonnes ) moyen conventionnel. En 1953, le B-Series est passé à une nomenclature de modèle à 3 chiffres qui reste utilisée par Ford aujourd'hui. Par la suite, Ford a vendu les B-600, B-700 et B-800 (avant 1991, les versions à moteur diesel étaient marquées d'un "0" supplémentaire).
Pendant l'ensemble de son cycle de production de 50 ans, le B-Series a suivi le F-Series à poids moyen dans son développement. Avant 1967, le F-Series à poids moyen partageait sa carrosserie avant avec les pick-ups F-Series; à partir de 1967, les pick-ups à poids moyen ont reçu des essieux avant plus larges et leur propre carrosserie avant, le capot du B-Series étant entièrement partagé avec celui des pick-ups à poids moyen. Une autre génération a été produite, introduite en 1980 (avec une mise à jour mineure en 1995).

## Première génération (1948-1952)
En 1948, alors que Ford présentait le Ford F-Series en tant que première plate-forme dédiée aux pick-ups, le B-Series a fait ses débuts. Basé sur les F-5 et F-6 à poids moyen (1½ et 2 tonnes), le B-Series se situait entre les pick-ups et les "Big Job" classiques. En 1951, la garniture de la calandre a été redessinée, les barres de calandre horizontales étant remplacées par des barres verticales plus larges.
Partageant ces moteurs avec les F-5 et F-6, le 6 cylindres en ligne 226 de 95 ch était de série, avec le V8 Flathead de 100 ch et le six cylindres en ligne 254 de 110 ch en option.

## Deuxième génération (1953-1956)
En 1953, Ford a célébré son 50e anniversaire et le B-Series a été repensé avec les nouvelles désignations B-"*00" ajoutées au nom. La refonte a mis en œuvre un essieu avant en retrait qui a rendu le nez avant lourd, mais qui a permis un rayon de braquage plus serré. Le capot était également plus long et coulait dans les ailes. La calandre était toujours horizontale, mais avec deux barres par opposition à la grande barre du modèle précédent. Les bus de 1954 ont reçu une calandre rafraîchie et une nouvelle option de moteur V8 OHV pour remplacer l'ancien V8 Flathead 239. Les bus de 1956 ont reçu un nouveau pare-brise enveloppant et des tableaux de bord redessinés ainsi qu'une nouvelle calandre similaire à celle de l'année modèle 1953.

### Moteurs
- 1953 : Six cylindres en ligne OHV de 215 pouces cubes (3,5 L)
- 1953 : V8 Flathead de 239 pouces cubes (3,9 L)
- 1954-1956 : Six cylindres en ligne Mileage Maker OHV de 223 pouces cubes (3,7 L)
- 1954-1955 : V8 Y-Block OHV de Ford de 239 pouces cubes (3,9 L)
- 1956 : V8 Y-Block OHV de Ford de 272 pouces cubes (4,5 L)

## Troisième génération (1957-1960)
En 1957, le B-Series a reçu une partie avant redessinée et une nouvelle zone de tableau de bord. Le capot avant était maintenant aligné avec les ailes, créant un look plus carré. Les modèles de 1958 ont vu une nouvelle calandre et quatre phares ainsi que de nouvelles jauges circulaires.

### Moteurs
- 1958-1960 : Six cylindres en ligne Mileage Maker de Ford de 223 pouces cubes (3,7 L)
- 1957 : V8 Y-Block de Ford de 272 pouces cubes (4,5 L)
- 1958-1960 : V8 Y-Block de Ford de 292 pouces cubes (4,8 L)
- V8 Y-Block de Lincoln de 302 pouces cubes (4,9 L)[1]

## Quatrième génération (1961-1966)
Le B-Series a été redessiné en 1961, offrant une nouvelle calandre horizontale et des ailes évasées juste au-dessus des roues avant pour permettre des roues plus grandes. Le nouveau châssis et le nouveau carénage avant donnaient au camion une apparence plus basse et plus large que les années précédentes. Les quadruples phares ont été remplacés par des phares simples intégrés dans la calandre. Le cadre et la suspension ont également été repensés pour être plus résistants qu'auparavant. Cette génération de B-Series serait la dernière à utiliser le même carénage avant que les pick-ups légers de Ford. Le B-Series et le F-Series à poids moyen allaient tous deux acquérir leur propre look.

### Moteurs
- 1961-1964 : Six cylindres en ligne de Ford de 262 pouces cubes (4,3 L)
- 1961-1963 : V8 Y-Block de Ford de 292 pouces cubes (4,8 L)
- 1964-1966 : V8 FT de Ford de 330 pouces cubes (5,4 L)
- 1964-1966 : V8 FT de Ford de 361 pouces cubes (5,9 L)
- 1964-1966 : V8 FT de Ford de 391 pouces cubes (6,4 L)
- 1965-1966 : Six cylindres en ligne 240 de Ford de 240 pouces cubes (3,9 L)
- 1965-1966 : Six cylindres en ligne 300 de Ford de 300 pouces cubes (4,9 L)

## Cinquième génération (1967-1979)
Ford a complètement repensé à la fois le B-Series et le F-Series à poids moyen et a abandonné les mêmes calandres que les pick-ups F-Series plus légers. Les nouveaux bus étaient plus hauts et plus larges avec une grande calandre occupant une grande partie de l'espace du carénage avant. La nouvelle calandre était rectangulaire avec les phares simples placés très près des extrémités de la calandre. Les ailes étaient encore plus évasées qu'auparavant pour permettre une voie plus large et des roues et des pneus plus grands nécessaires pour augmenter le poids brut du véhicule nécessaire pour rester compétitif. Cette génération a également été la première à recevoir l'option d'un moteur diesel à la place de la gamme strictement essence dans le passé. Un "0" supplémentaire était ajouté à la notation de la série sur les modèles diesel. Après 1968, la version de la marque Mercury du B-Series a été abandonnée sur le marché canadien. En 1973, la calandre a été mise à jour avec des "larmes" plus longues autour des phares et le lettrage F O R D est apparu sur le devant du capot juste au-dessus de la calandre.

### Moteurs

#### Essence
- 1967-1977 : V8 FT de Ford de 330 pouces cubes (5,4 L)
- 1967-1977 : V8 FT de Ford de 361 pouces cubes (5,9 L)
- 1967-1977 : V8 FT de Ford de 391 pouces cubes (6,4 L)
- 1978-1979 : V8 Lima/385 de Ford de 370 pouces cubes (6,1 L)

#### Diesel
- 1968-1974 : V8 1140 de Caterpillar (B-6000 seulement)
- 1968-1974 : V8 1145 de Caterpillar (B-6000 et B-7000)
- 1975-1978 : V8 3208 de Caterpillar (B-7000 seulement)

## Sixième génération (1980-1998)
En 1980, le B-Series a été redessiné pour la première fois depuis la production de 1967. Partageant à nouveau des points communs avec le modèle F-Series à poids moyen, la gamme de modèles a subi d'importants changements de conception externes; à la place du capot s'étalant sur toute la largeur de longue durée, Ford est passé à un capot plus étroit combiné à des ailes séparées. Dans un autre changement, la calandre n'était plus influencée par celle des pick-ups légers F-Series mais par celle des camions lourds L-Series "Louisville".
En production sur 19 années modèles, il s'agit de la version la plus longue du B-Series; en 1995, la gamme de modèles a reçu une refonte du capot.

### 1980-1994
En 1980, le B-Series de sixième génération était dérivé des F-700, F-800 et F-8000 (diesel). En tant que châssis caréné (produit sans cabine) sans intérieur, le B-Series était produit avec un tableau de bord de la génération précédente révisé. En 1984, les F-Series à poids moyen et B-Series ont adopté le logo Ovale Bleu de Ford, remplaçant le lettrage «FORD» au centre de la calandre; d'autres révisions ont été apportées au badge du capot. En option, un capot basculant vers l'avant a été introduit aux côtés du capot à charnière arrière standard; sur le B-Series, le capot basculant deviendra la norme à la fin des années 1980.

#### Moteurs
Pour son lancement en 1980, la sixième génération était proposée avec trois moteurs. Aux côtés du moteur essence V8 370 de 6,1 L et du moteur diesel V8 3208 de Caterpillar (Ford B-8000), un V8 à quatre temps de 8,2 L de Detroit Diesel a été introduit en option. En 1982, Ford a introduit en option un moteur essence de 7,0 L.
Au cours des années 1980 et au début des années 1990, les offres de moteurs subiraient plusieurs révisions. En 1985, dans le cadre d'une co-entreprise avec New Holland, Ford a introduit un moteur diesel six cylindres en ligne de 6,6 L et 7,8 L provenant du Brésil. En 1991, le V8 3208 de Caterpillar et le V8 de Detroit Diesel ont été retirés (à la suite de l'arrêt de ce dernier) ; il servirait également de dernière année pour le moteur essence V8 de 6,1 L. En 1992, Ford a introduit les moteurs diesels 6BT et C8.3 de Cummins; en 1993, ils remplaceraient entièrement les moteurs diesels de Ford-New Holland.

##### Essence
- 1980-1991 : V8 Lima/385 de Ford de 370 pouces cubes (6,1 L)
- 1982-1994 : V8 Lima/385 de Ford de 429 pouces cubes (7,0 L)

##### Diesel
- 1980-1990 : V8 "Fuel Pincher" de Detroit Diesel de 8,2 L
- 1985-1992 : Six cylindres en ligne de 6,6 L et 7,8 L de Ford-New Holland
- 1992-1998 : Six cylindres en ligne 5.9 6BT de Cummins de 5,9 L
- 1983-1990 : V8 "3208" de Caterpillar de 10,4 L
- 1992-1994 : Moteur diesel six cylindres en ligne "C8.3" de Cummins de 8,3 L

### 1995-1998
En 1995, le F-Series à poids moyen a subi une révision du modèle, améliorant l'aérodynamisme de la conception du capot, le B-Series emboîtant le pas. Avec peu de modifications apportées au châssis, le B-Series a conservé la même colonne de direction et le même tableau de bord utilisés depuis 1980. Pour la première fois, une colonne de direction inclinable était proposée en option (distinguée par les volants siglés Ford provenant d'International).
Les badges du B-Series ont subi une révision, mettant fin à l'utilisation de la désignation externe B-700/B-800; tous les badges de capot utilisaient un badge "B-Series".
Après une période de production de 50 ans, le dernier B-Series à châssis d'autobus avec capot était produit alors que la sixième génération du Ford F-Series à poids moyen terminait son cycle de modèle après l'année modèle 1998.

#### Moteurs
Alors que le moteur essence de 7,0 L est resté de série dans le Ford F-Series à poids moyen, le B-Series de 1995 est entièrement passé aux moteurs diesel, utilisant des moteurs 6 cylindres en ligne de 5,9 L et 8,3 L provenant de Cummins.
- 1992-1998 : Moteur diesel six cylindres en ligne 5.9 6BT de Cummins de 5,9 L
- 1994-1998 : Moteur diesel six cylindres en ligne 8.3 de Cummins de 8,3 L

## Arrêt
Alors que le F-Series à poids moyen a été repensé pour une septième génération pour l'année modèle 1999 (au-dessus de la gamme Super Duty), la gamme de modèles n'incluait plus de B-Series à châssis d'autobus avec capot. Plusieurs facteurs contribueraient à l'arrêt de la gamme de modèles, liés à la fois à Ford et aux constructeurs d'autobus.
De 1980 à 1998, le nombre de grands fabricants d'autobus scolaires utilisant des châssis d'autobus à capot est passé de six à quatre (trois, après 2001). Dans un effort pour assurer leur avenir, les carrossiers ont entamé une série d'accords commerciaux avec des fournisseurs de châssis (certains devenant des filiales de ces derniers). Au fur et à mesure que les années 90 progressaient, Ford était confronté au retrait potentiel du B-Series ou à la conclusion d'un accord d'approvisionnement avec un carrossier pour garantir une source de demande[réf. nécessaire]. À la suite de l'accord de 10 ans entre General Motors et la Blue Bird Corporation pour standardiser le châssis B7 (faisant ainsi de Ford une option à coût supplémentaire); un arrangement potentiel s'est avéré de plus en plus difficile car les bus AmTran et Thomas Built ont été achetés en 1995 et 1998 par les constructeurs de camions Navistar et Freightliner, respectivement.
Fin 1996, Ford a vendu les droits de ses gammes de poids lourds à la filiale Freightliner de Daimler-Benz. Redessinés moins d'un an auparavant, les camions lourds Louisville/Aeromax ont été réintroduits sous le nom de la marque de camions Sterling. Bien que la vente n'inclue pas les pick-ups moyens F-Series, une condition de la vente incluait un accord de non-concurrence de 10 ans, stipulant que les deux sociétés n'introduiraient pas de produits en concurrence directe l'une avec l'autre[réf. nécessaire]. Lancé en 1997, le Freightliner FS-65 (développé à partir du FL-Series à poids moyen d'avant la vente) hériterait d'une grande partie de la part de marché laissée vacante par le B-Series à châssis avec capot. Alors que Ford a été en mesure de poursuivre le F-Series à poids moyen (en entrant dans la coentreprise Blue Diamond avec Navistar pour produire la gamme de modèles), le chevauchement qu'un châssis de bus dérivé de celui-ci représentait était une rupture potentielle de l'accord de non-concurrence.
En réponse à la conclusion de l'accord Blue Bird/GM, en 2002, Ford a cherché son propre accord d'approvisionnement avec l'entreprise. Quelques prototypes de véhicules ont été développés à partir de pick-ups F-650/F-750 Super Duty (convertis en véhicules à châssis avec capot); la conception n'a pas conduit à un accord entre les deux sociétés. Des éléments de sa conception ont été davantage développés, devenant le Blue Bird Vision; à la place d'un châssis d'origine commerciale, le Vision utilise un châssis qui lui est propre.
À compter de la production actuelle, Ford ne produit plus d'autobus à châssis avec capot en Amérique du Nord. Transférant sa production exclusivement aux véhicules en coupe, Ford produit des véhicules dérivés du Transit (350/350HD), du E-Series (E-350/E-450), du Super Duty (F-550) et du F-Series à poids moyen ( F-650/F-750). Les véhicules sont produits pour de multiples applications; en plus des autobus scolaires, les châssis sont également utilisés pour des navettes, du transport adapté et de multiples usages commerciaux.

## Carrossiers
Le B-Series était largement disponible et a été utilisée par de nombreux fabricants tout au long de sa production.
| Carrossier                                    | Nom du modèle                        | Années disponibles | Notes |
| --------------------------------------------- | ------------------------------------ | ------------------ | --- |
| American Transportation Corporation           | Volunteer (1992–1996) CS (1997–1998) | 1992–1998          | Le Ford était le seul châssis non International à être carrossé par AmTran                                                             |
| Blue Bird Corporation                         | Blue Bird/Ford B-Series              | Jusqu'en 1998      | Après 1998, la carrosserie du B-Series était vendue avec une carrosserie de Blue Bird. Vendu aux côtés du Blue Bird Vision après 2003. |
| Carpenter Crown By Carpenter                  | Classic                              | Jusqu'en 1998      | De 1996 à 1999, Carpenter utilisait la marque Crown by Carpenter sur ses autobus.                                                      |
| Les Enterprises Michel Corbeil                |                                      | 1990–1998          | Vendu seulement au Canada. |
| Superior Coach Company                        | Pioneer                              | Jusqu'en 1982      | |
| Perley A. Thomas Car Works Thomas Built Buses | Saf-T-Liner Conventional             | 1972–1998          | Remplacé par des bus basés sur le Freightliner FS-65                                                                                   |
| Ward Body Works                               | Master Deluxe Volunteer              | Jusqu'en 1992      | |
| Wayne Corporation Wayne Wheeled Vehicles      | Lifeguard                            | 1973–1995          | |